# Klemens Rappersberger
Klemens Rappersberger (* 29. März 1958 in Linz) ist ein österreichischer Facharzt für Dermatologie und Universitätsprofessor. Er ist Lehrstuhlinhaber für Dermatologie und Dermato-Onkologie der Sigmund Freud Privatuniversität Wien und Leiter der Abteilung für Dermatologie und Venerologie an der Wiener Rudolfstiftung. Rappersberger ist bekannt für seine klinisch-pathologischen Untersuchungen von Autoimmunerkrankungen und Hauttumoren sowie ultrastrukturelle, biochemische und molekulare Arbeiten in der Grundlagenforschung.

## Leben
Rappersberger studierte von 1976 bis 1982 Medizin an der Universität Wien und wurde von 1982 bis 1988 an der I. Universitäts-Hautklinik in Wien bei Klaus Wolff zum Facharzt ausgebildet.
1989 ging Rappersberger für elektronenmikroskopische Forschungen an die Universität Oslo (Norbert Roos) und anschließend zu Werner W. Franke an die Abteilung für Membranbiologie und Biochemie am DKFZ in Heidelberg. 1991 habilitierte er sich, wurde Professor für Dermatologie an der Medizinischen Fakultät der Universität Wien und wechselte am 1. Januar 2000 in die Rudolfstiftung. 2016 wurde Rappersberger als Ordinarius für Dermatologie an die Sigmund Freud Privat Universität der Medizinischen Fakultät berufen.

## Wissenschaftlicher Beitrag
- Entdeckung der Vermehrung von HIV-1 in dendritischen Zellen, i. e. epidermalen Langerhans-Zellen[3]

- Ultrastrukturelle Lokalisation von Autoantigenen in Desmosomen mit Hilfe der Immunelektronenmikroskopie an ultradünnen Gefrierschnitten und Einführung dieser Technik in die dermatologische Forschung[4][5][6]

- Untersuchung der topischen und systemischen entzündungshemmenden Wirksamkeit des Calcineurin Inhibitors „Pimecrolimus“ und Entwicklung eines neuen Therapeutikums: Elidel®[7][8]

- Nachweis der therapeutischen Wirksamkeit von inhalativem IL-2 bei Lungenmetastasen und von intravenösen Immunglobulinen bei der „Livedoiden Vasculopathie“[9][10]

- Aufbau einer Melanom-Forschungsgruppe: gemeinsam mit der University of California in San Francisco, Hellen Diller Comprehensive Cancer Center und Susana Ortiz-Urda mit Martina Sanlorenzo, Christian Posch, Igor Vujic und Felix Weihsengruber[11][12][13][14][15][16][17]

## Ehrungen und Auszeichnungen (Auswahl)
Rappersberger wurde für seine wissenschaftliche Arbeit mit verschiedenen Preisen geehrt. Die Medizinische Fakultät der Universität Wien verlieh ihm den „HOECHST-Award“ (1988), die Österreichische Gesellschaft für Dermatologie und Venerologie (ÖGDV) unter anderem den „AESCA-Award“ (1988 und 1989), den HEBRA-Preis (1991) sowie den „Österreichischen Dermatologen Preis-UNILEVER-Award“ (1994 und 2015). Weitere Preise sind der Wissenschaftspreis der Government of Upper Austria (1996), der “Kardinal-Innitzer-Förderungspreis für Human- und Veterinärmedizin” (1997) und der Billroth Preis 2016.

## Publikationen
- Publikationsliste Research Gate